# Polizeianwalt
Ein Polizeianwalt war ein Amtsanwalt, der zumeist Beamter des gehobenen Dienstes war, jedoch staatsanwaltliche Aufgaben wahrnahm. Vielfach nahmen auch der Bürgermeister diese Aufgaben wahr.

## Geschichte
Der Begriff Polizeianwalt (Polizei-Anwalt) erscheint in Amtsblättern, Verordnungen und Gesetzen ab dem frühen 19. Jahrhundert. Polizeianwälte waren u. a. in den Königreichen Preußen, Bayern, Sachsen, aber auch in Städten wie Hamburg tätig.

„Im Regierungsbezirke der Pfalz wird durch das Staatsministeriuin der Justiz für ein oder mehrere Landgerichte ein Beamter der gerichtlichen Polizei mit der Benennung ‚Polizeianwalt‘ aufgestellt.“

## Tätigkeit
Der Polizeianwalt ermittelte Sachverhalte zu Polizeivergehen und reichte bei ausreichendem Tatverdacht schriftliche Anklagen bei Gericht ein. Er nahm an den mündlichen Verhandlungen teil und konnte Urteile mittels Rechtsmitteln anfechten.

## Bekannte Polizeianwälte (Auswahl)
- Heinrich Willde (1834–1920)
- Karl Maenner (1850–1927)
- Ludwig von Hanxleden (1821–1891)
- Rudolph Neuß (1826–1892)